# أوستين دينز
أوستين دينز (بالإنجليزية: Alister Austen Deans) هو كاتب ورسام نيوزيلندي، ولد في 2 ديسمبر 1915 في كرايستشرش في نيوزيلندا، وتوفي في 18 أكتوبر 2011 في Princess Margaret Hospital, Christchurch ‏ في نيوزيلندا.
ولد في كرايستشرش لعائلة زراعية، أصبح دينز مهتمًا بالفن في سنوات المراهقة. درس الفنون الجميلة في كلية الفنون في كانتربري قبل أن يعود إلى مزرعة العائلة للعمل. تطوع للقوة الاستكشافية النيوزيلندية الثانية عند اندلاع الحرب العالمية الثانية، وجُند في الكتيبة العشرين في عام 1941 تم تعيينه فنانًا مساعدًا للحرب، وكان يعمل تحت قيادة بيتر ماكنتاير. ومع ذلك، فقد أصيب خلال معركة كريت وأصبح أسير حرب. كان مسموحًا له بالرسم أثناء أسره، وكان سجلاً مفيدًا للحياة كسجين حرب. بعد الحرب، درس الرسم في معهد سير جون كاس التقني في إنجلترا قبل أن يستقر في حي بكانتربري. وكان رساما غزير الإنتاج لمنطقة التلال في كانتربري. أصبح عضوا في رتبة الإمبراطورية البريطانية في عام 1995.

## حياة سابقة
ولد أليستر أوستن دينز في 2 ديسمبر 1915 في كرايستشرش، نيوزيلندا، وهو واحد من اثنين من أبناء أليستر ونورما دينز. كان والده، أليستر، سليلًا لعائلة دينز، وكان بارزًا في كرايستشرش لكونه من أوائل المستوطنين الأوروبيين في المنطقة، وقد قُتل فيما بعد في معركة باشنديل. أمضى أوستن دينز السنوات الأولى في مزرعة العائلة بالقرب من مالفيرن، عندما كان عمره 10 سنوات، انتقلت والدته إلى ضاحية ريكارتون في كرايستشرش. تلقى تعليمه في مدرسة ميدبيري وفي كلية المسيح.
تطور اهتمامه بالفن عندما كان عمره 12 عامًا بينما كان يقضي إجازاته في مزرعة العائلة. قام بالتجول في التلال وأخذ مواد الطلاء والرسم معه. شجعه أصدقاء العائلة في فنه، وعندما أنهى تعليمه قرر الذهاب إلى مدرسة الفنون. تمدرس في جامعة كانتربري حتى نال ليسانس الآداب بالتزامن مع تعلم الفنون الجميلة في مدرسة الفنون بكلية كانتربري، وقام بالتعرف على بيل ساتون. على الرغم من اهتمامه الكبير برسم المناظر الطبيعية، تلقى الكثير من التدريب على رسم الحياة. كان لكل من كولين لوفيل سميث وإيفلين بيج وأرشيبالد نيكول تأثير عليه.
تخرج دينز في عام 1937 وعاد إلى مزرعة العائلة للعمل. مول هذا العمل رحلاته المتجولة إلى جبال الألب الجنوبية حيث قام بعمل العديد من الرسومات والألوان المائية لمنطقة التلال. تلقى مراجعات إيجابية لعمله في مدرسة نادي فنون الرسم التجريبي وجمعية الفنون في كانتربري. كانت السيدة نايو مارش من أوائل المؤيدين له وسرعان ما حقق عددًا من مبيعات أعماله. 

## الحرب العالمية الثانية

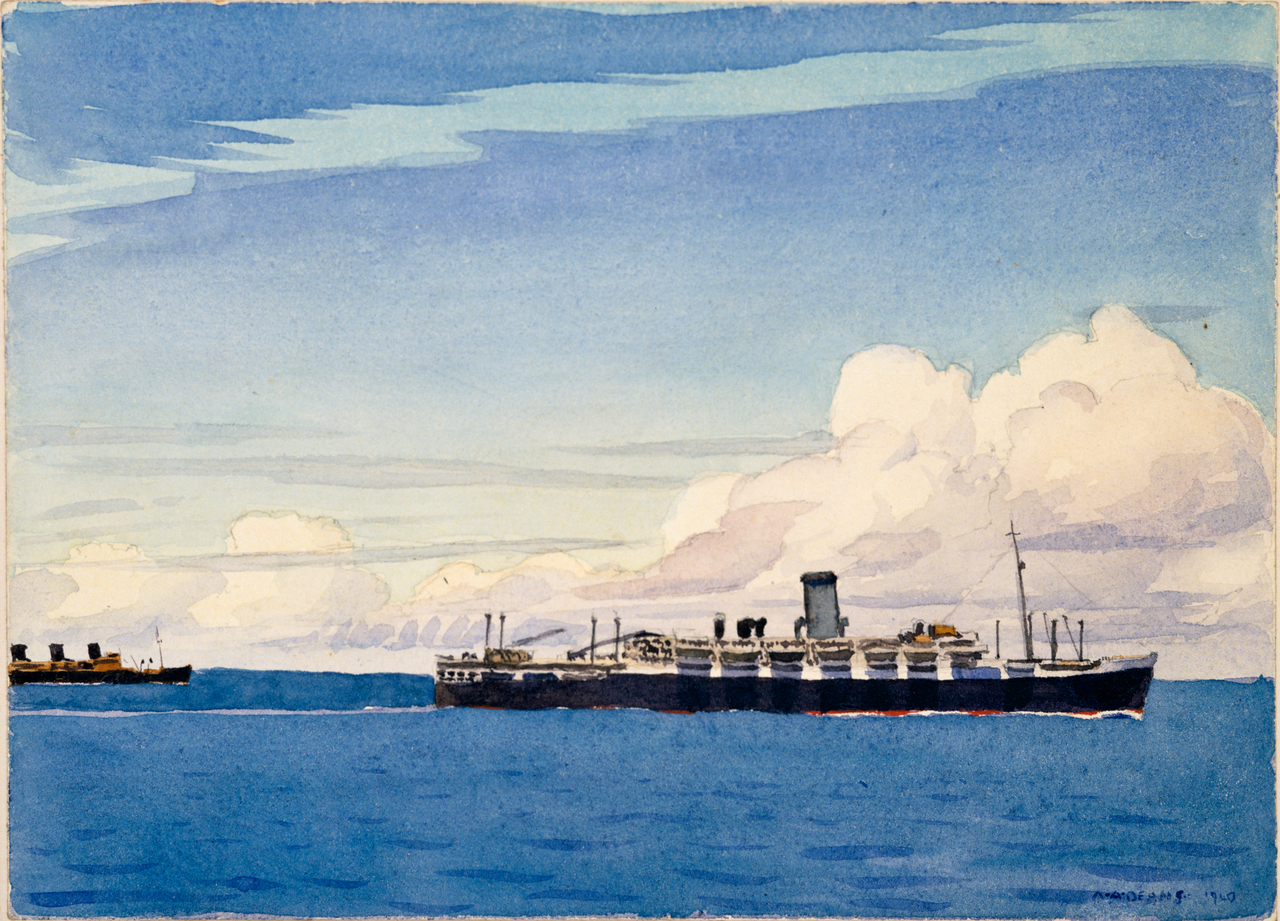
"ثلاثة أيام خارجًا من نيوزيلندا، 1940"، تلوين مائي من رسم أوستن دينز لقافلة السفن الحربية التي تنقل عناصر من سلاح الجو الملكي البريطاني إلى الشرق الأوسط

تسبب اندلاع الحرب العالمية الثانية في تعطيل خطط دينز للدراسة في مدرسة سليد للفنون الجميلة في لندن. وبدلاً من ذلك، تطوع للخدمة الحربية في الخارج مع القوة الاستكشافية النيوزيلندية الثانية (2NZEF). تم إرساله إلى الكتيبة العشرين من الفرقة النيوزيلندية الثانية، وتم تكليفه بقسم الاستخبارات بسبب مهاراته كفنان. تضمنت واجباته صنع الخرائط ورعايتها، لكنه ظل خارج الخدمة في الطلاء. 
بحلول عام 1940، كان دينز في الشرق الأوسط، حيث تم نقل الحرب العالمية الثانية لخدمة الحرب. تابع رسوماته، حيث قام برسم مناظر طبيعية لريف مصر. قائد كتيبه، كولونيل هوارد كيبنبرغر، كان داعمًا لعمله. أكمل دينز في وقت لاحق صورة ل كيبنبرغرالتي كانت تستخدم لتوضيح سيرته الذاتية. في مارس 1941، تم إرسال الكتيبة العشرين إلى اليونان كجزء من الفرقة النيوزيلندية الثانية. توقعت الحكومة البريطانية لغزو اليونان من قبل الألمان وقررت إرسال قوات لدعم اليونانيين، الذين كانوا يعملون بالفعل ضد الايطاليين في ألبانيا. كانت شعبة نيوزيلندا الثانية واحدة من عدد من وحدات الحلفاء التي أرسلت إلى اليونان. كانت الحملة أكثر من مجرد سلسلة من عمليات السحب ولكن دينز ما زال يجد الوقت لتصوير الحياة في القرى اليونانية التي شاهدها. في نهاية القتال في اليونان، كان دينز من بين الذين تم إجلاؤهم إلى جزيرة كريت.
في غضون ذلك، كانت حكومة نيوزيلندا تدرس تعيين فنان حرب رسمي لتسجيل مآثر النيوزيلنديين العاملين مع الجيش. وقد تم بالفعل مقابلة دينز لهذا المنصب في العام السابق وتم دعم طلبه من قِبل الكثيرين في نيوزيلندا، وخاصة من منطقة كانتربري. والدته كتبت حتى لرئيس الوزراء بيتر فريزر الدعوة لابنها. تمت مقابلة دينز من قبل قائد القوة الاستكشافية النيوزيلندية الثانية، اللواء برنارد فرايبرغ، في العام السابق، لكن المنصب ذهب في النهاية إلى بيتر ماكنتاير. ومع ذلك، بعد وقت قصير من وصول دينز إلى جزيرة كريت، قيل له إنه تم تعيينه فنانًا مساعدًا للحرب. كانت مهمته الأولى هي رسم صور للنيوزيلنديين العاملين في اليونان، حيث لم يكن ماكنتاير حاضراً لتلك الحملة. على الرغم من أنه أتيحت له الفرصة للعودة إلى مصر لبدء عمله هناك، إلا أنه فضل البقاء في جزيرة كريت. ولذلك فقد وقع في الغزو الذي بدأ في 20 مايو 1941. وكانت اللوحات التي تم إعدادها بالفعل في تلك المرحلة في طريقها إلى مصر وسوف تصل إلى نيوزيلندا حسب الأصول. في غضون ذلك، أصيب دينز بجروح بالغة. لقد قام عن غير قصد بتفجير لغم أرضي واضطر إلى نقله إلى المستشفى وساقيه مليئة بالشظايا. وبعد بضعة أيام، لم يتمكن من الإخلاء، كان أحد 520 من النيوزيلنديين الجرحى الذين أصبحوا أسرى حرب من قبل الألمان.

## أسير حرب

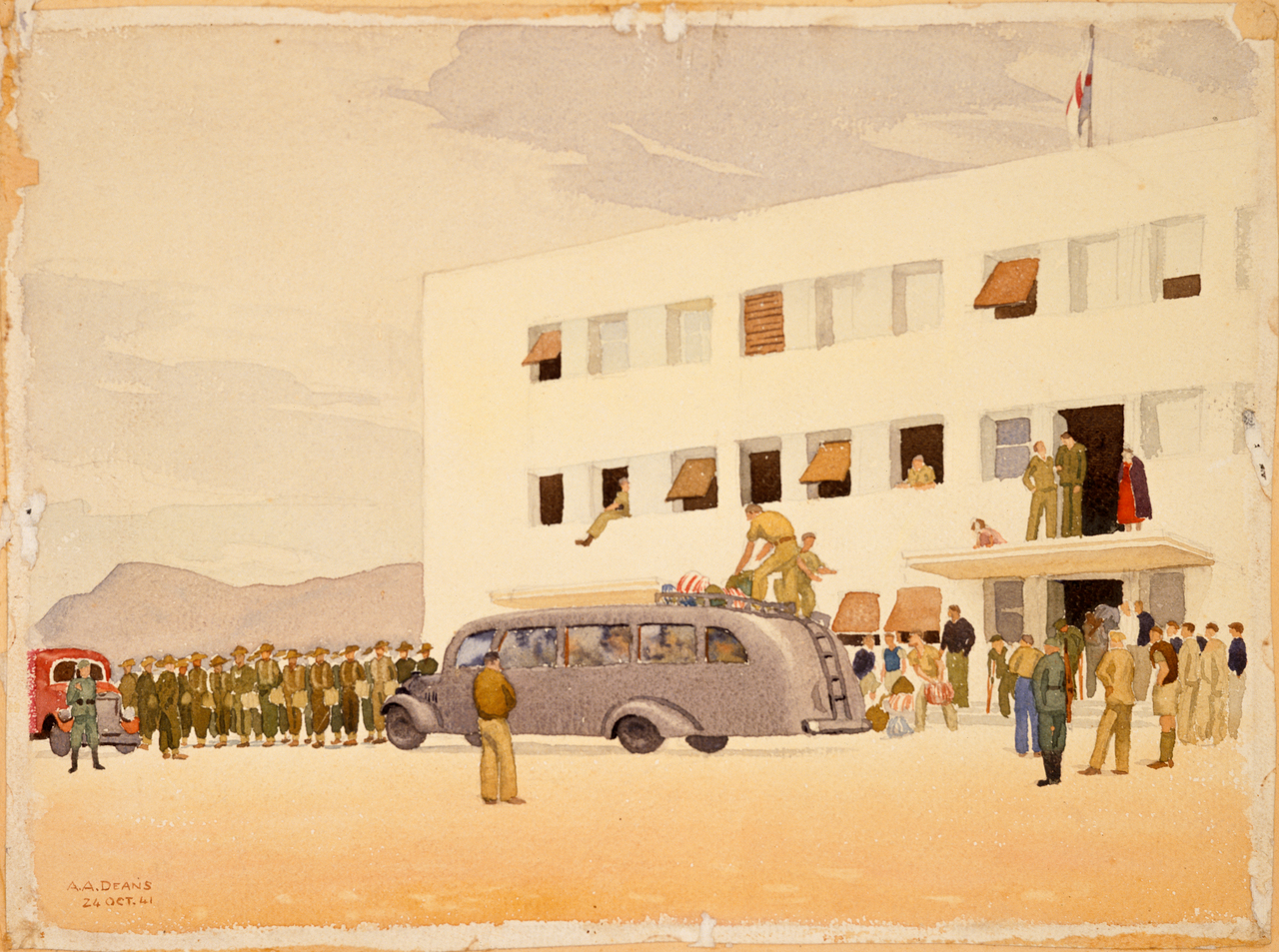
إصابة أسرى الحرب بجروح بالغة اثناء العودة إلى وطنهم، في مستشفى كوكينيا، بيرايوس، 24 أكتوبر 1941، من قبل أوستن دينز

تنقل دينز جواً إلى أثينا على أيدي آسريه، ثم تلقى العلاج الطبي لعدة أشهر في مستشفى في كوكينيا، بالقرب من بيريوس. أثناء وجوده هناك، تم تزويده بلوحة وقلم رصاص من قبل زميل أسير حرب أراد أن يرسم صورة لعائلته. هذا أدى إلى طلب أسرى الحرب الآخرون وكذلك الأطباء وحتى الحراس للقيام بالمزيد من المهام حيث دفعوا له بضعة بنسات في كل مرة. سرعان ما جمع ما يكفي من المال لتنظيم شراء لوازم الدهان بمساعدة عامل مستشفى يوناني ودود،.ثم بدأ العمل في رسم لوحات للحياة في المستشفى والمناظر الطبيعية المحيطة التي كان يبيعها مقابل المال. بينما كان يتعافى في كوكينيا، التقى بالفنانين الحداثيين الأستراليين جوستين أوبراين وجيسي مارتن، وكلاهما كانا من أسرى الحرب والذين سيؤثرون على دينز بأساليبهم.
عندما تماثل للشفاء من جروحه، نُقل دينز إلى معسكر لأسرى الحرب في تورون، في بولندا المحتلة. كانت الرحلة شاقة، حيث كان يسافرعلى عربات السكك الحديدية للماشية، في رحلة استغرقت أسبوعين. عند وصولهم إلى المخيم، ستالاغ 20-أ، تم إجبار الأسرى على العمل. كافح دينز في البداية، ولم يعتاد على العمل بعد فترة طويلة من العلاج الطبي. سرعان ما جرح نفسه وبالتالي وضع في مهام خفيفة. كما حصل في كوكينيا، سرعان ما وجد دينز فرصًا للتعبير عن نفسه فنيًا في المخيم. بحث عن مواد للفنان من خلال الصليب الأحمر، واستأنف رسم صور لأسرى الحرب وكذلك مشاهد حياة المخيم. انضم إليه أوبراين ومارتن، بمجرد نقلهما إلى المخيم من كوكينيا.
وكفنان، كانت مهاراته مطلوبة في تزوير المستندات للمساعدة في محاولات الهروب. أتيحت الفرصة لدينز للابتعاد عن آسريه ولكنه امتنع عن القيام بذلك، أثناء تواجده في فريق عمل خارج المخيم، انزلق عن حراسه ولكنه أدرك أنه مرتبط بمحفظة الطلاء الخاصة به في المخيم لدرجة استحالة تركها وراءه. لقد عاد إلى فريق العمل دون أن يلاحظ غيابه. في نهاية عام 1943، تم نقل دينز إلى معسكر أسرى حرب خاص في ألمانيا، خارج برلين مباشرة. قبل انتقاله، وبمساعدة الصليب الأحمر، تمكن من ترتيب شحن نصف لوحاته إلى إنجلترا.
كانت الظروف في معسكر الأسرى الجديد في لودفيغسفيلده أفضل بكثير. من الناحية الاسمية، تم اختيار أسرى الحرب للمخيم بناءً على سلوكهم الجيد، ولكن سرعان ما اكتشف دينز أن هدفه الفعلي يشجع السجناء على الانضمام إلى فيلق الحرية البريطاني. بقي قبل شهر واحد فقط قبل ان يطلب النقل إلى معسكر في النمسا والذي يضم أسرى حرب أستراليين ونيوزيلنديين. أعطيت اثنتين من لوحاته من وقتها في جينشنهاجن(لودفيغسفيلده) إلى أسير حرب أخر؛ تم بيعها إلى معرض فني في كرايستشرش في عام 1987 وهي مشهورة بسماتها الحديثة.
سجن دينز في النمسا في ستالاغ 18-أ [الإنجليزية]، بالقرب من فولفسبورغ، كارينثيا لأكثر من عام. بحلول هذا الوقت، كانت الحرب في أوروبا تقترب من نهايتها وأصبحت الظروف في معسكر أسرى الحرب أصعب بشكل مطرد. بالرغم من ذلك، كان دينز ما زال يرسم ويخطط، وبحلول أوائل عام 1945 كان قد جمع ما يقرب من 300 عمل. عندما أُمر أسرى الحرب في المعسكر بالمسير الإجباري نحو ألمانيا، قام بتعبئتهم حتى يجمعها الصليب الأحمر. لم يتم العثورعلى مجموعة الأعمال الفنية وفقدت إلى الأبد. أثناء المسيرة، مع نهاية الحرب انخفض اهتمام الحراس بمهامهم وأصبح الأمن متساهلاً. تمكن دينز مع مجموعة من الآخرين من التواصل مع القوات الأمريكية وعاد إلى إنجلترا. قبل أن يتمكن من المغادرة إلى نيوزيلندا، كان عليه المثول أمام محاكمة روي كورلاندر، النيوزيلندي الذي انضم إلى فيلق الحرية البريطاني. وبمجرد اكتمال ذلك، غادر إنجلترا على متن السفينة أس أس موولتن [الإنجليزية]  في 2 ديسمبر 1945، وعاد إلى نيوزيلندا بحلول نهاية العام.

## الحياة في وقت لاحق
بعد وقت قصير من عودته إلى نيوزيلندا، تزوج دينز الكلية ليز ني، ابنة مزارع. كانت صديقة للعائلة، وقد عرفها دينز منذ صغرها. ساعدته على الاستقرار في الحياة المدنية، التي كان يناضل معها منذ عودته إلى نيوزيلندا. في أوائل عام 1948، ولد الابن الأول للزوجين، وفي وقت لاحق من ذلك العام، ذهبت العائلة إلى إنجلترا، وقد قبل دينز منحة دراسية للدراسة في معهد السير جون كاس التقني في ألدغيت. استفاد من مستوى تعليمي أعلى مما حصل عليه حتى الآن؛ كان من بين أساتذته في المعهد برنارد رايس ونيكولاس إيغون، وقد اشتهر الأخير بالفن التجريدي والمناظر الطبيعية. غرس المعهد فيه الثقة لمتابعة أسلوبه التقليدي في الرسم، بدلاً من التأثيرات الحداثية التي كان قد اندفع بها أثناء وجوده أسيرا للحرب.
بعد الانتهاء من دراستهما في إنجلترا، استقر الزوجان في بيل فورست، في كانتربري. رأى أوستن أن منطقة بيل فورست، إلى الجنوب الغربي من كرايستشرش، تشبه الساحل الغربي ولكن مع مناخ أفضل. أثناء وجوده في إنجلترا، وُلد ابن ثانٍ له، بحلول عام 1958 كان الزوجان قد أضافوا خمسة أولاد آخرين إلى أسرتهم. في حين أن كانت ليز مهتمة بامتطاء حصان السباق، استمر دينز في العمل في المناظر الطبيعية. في عام 1962، فاز بالجائزة الأولى في جائزة كاليهار (Kelliher) للفنون بلوحة عن مناظر طبيعية لجبال الألب الجنوبية. فاز مرة أخرى في العام التالي برسم لمناطق راقية. كتب سيرته الذاتية، صور لأوستن دينز، وفي عام 1970 تم نشر الكتاب بواسطة AH & AW Reed. لم تبرر المبيعات المزيد من الطبع بعد نفاذ الإصدار الأول. لعدة سنوات، وحتى استقالته في عام 1970، كان عضوا في لجنة إدارة المعرض الوطني للفنون، التي اختارت أعمالا له لمجموعتها.
على الرغم من عمره، قام دينز في سنواته الأخيرة بعدة رحلات استكشافية إلى جبال الألب الجنوبية، بما في ذلك صعود اوراكي/جبل كوك في عام 1974، وكذلك رحلة إلى أنتاركتيكا في أواخر عام 1981، برعاية حكومة نيوزيلندا. واعتبر أن العمل المنتج من زيارته للقارة القطبية الجنوبية هو بعض من أفضل ما في حياته المهنية. كان معظم دخله في هذه المرحلة من حياته من الأعمال المكلف بها. والتي استمر في قبولها حتى اقتراب من أواخر الثمانينات من القرن العشرين. حصل على تقليد كضابط في رتبة الإمبراطورية البريطانية في عام 1995، عن خدماته لفن نيوزيلندا.
توفيت زوجته الأولى ليز في مايو 2004. وقد اعتنت به زوجته الثانية مارغريت حتى توفي في 18 أكتوبر 2011 في مستشفى الأميرة مارغريت في كرايستشرش، بع د تعرض ه لجلطة دماغية قبل عدة أيام. في نوفمبر 2018، تم كشف النقاب عن تمثال دينز في بيل فورست.

## ميراث
على مدار حياته المهنية في مجال الرسم، كان دينز ذو إنتاج غزير للمناظر الطبيعية، غالبًا من منطقة كانتربري مما يعني أن عمله كان مشهورًا بشكل خاص بين الكانتابريين. ومع ذلك، شعر البعض بان لوحاته أن تكون تصويرية ونمطية على الرغم من إنجازها من الناحية الفنية. ومع ذلك، فإن العمل الذي أنتجه باعتباره أسير حرب قد حظي بترحيب خاص من قبل نقاد الفن على الرغم من أن اللوحات لم تعمر كثيرا الا انها تدهورت في السن لان العديد منها تم انجازها بدهانات ذات نوعية رديئة أو رسمت على الورق المقوى الحمضي.